# L'Âge des illusions

L'Âge des illusions (titre original : Álmodozások kora) est un film hongrois écrit et réalisé en 1964 par István Szabó. Le film a obtenu le Léopard d'argent au Festival international du film de Locarno en 1965.

## Synopsis
Un groupe de jeunes ingénieurs nouvellement diplômés passe ses vacances au bord du lac Balaton. Gaîté, légèreté, espoirs, discussions passionnées : le monde - à refaire - les attend. Parmi eux, Jancsi, qui après avoir papillonné, trouve en Éva, une avocate qu'il a vu s'exprimer à la télévision une jeune femme avec qui il pourrait nouer une relation plus durable. Mais sous l'exultation rampe l'hydre d'un avenir qui pourrait être moins rose que prévu. Et la mort est là aussi, en embuscade...

## Fiche technique
- Titre original : Álmodozások kora
- Titre français : L'Âge des illusions
- Réalisation et scénario : István Szabó
- Assistant réalisateur : Sándor Kovács
- Directeur de la photographie : Tamás Vámos, noir et blanc
- Musique : Tibor Balogh, Péter Eötvös
- Montage : Sándor Zákonyi
- Décors : Tilda Gáti
- Ingénieur du son : György Pintér
- Directeur de production : György Sívó
- Société de production : Mafilm 3
- Société de distribution  France : Studio des Ursulines
- Durée : 95 minutes
- Pays d'origine :  Hongrie
- Année de réalisation : 1964
- Dates de sortie :
  -  Hongrie : 11 février 1965
  -  France : 30 juin 1966
- Genre : Chronique/Film dramatique

## Distribution artistique
- András Bálint : Jancsi Oláh
- Ilona Béres : Éva Halk
- Judit Halász : Habgab
- Kati Sólyom : Anni
- Cecília Esztergályos : Ági
- Béla Asztalos : Laci